# Università Kore di Enna
La Libera Università degli Studi di Enna "Kore" (nota anche come Università Kore di Enna o con la sigla UKE o UniKore Enna), è un'università italiana non statale, con sede ad Enna, attiva dall'anno accademico 2005/2006, e intitolata alla figura mitologica di Kore.

## Storia

### Il "Consorzio Ennese Universitario"
L'Università di Enna nasce dal nucleo originario del Consorzio Ennese Universitario (CEU), ente di diritto pubblico (consorzio pubblico di funzioni) fondato nel 1995 e presieduto fino al 2003 da Cataldo Salerno. Il Consorzio fu costituito inizialmente dalla Provincia regionale di Enna, dal Comune di Enna e dalla Camera di Commercio di Enna, enti cui si aggiunsero successivamente i comuni di Agira, Assoro, Barrafranca, Centuripe, Leonforte, Nicosia, Piazza Armerina, Regalbuto e Valguarnera Caropepe, tutti facenti parte della allora provncia regionale di Enna, oggi del libero consorzio comunale di Enna.
Il CEU attivò a Enna un polo universitario decentrato con corsi di laurea sia dell'Università di Palermo che dell'Università di Catania. Il polo universitario di Enna divenne presto consistente; da ciò ne conseguì la richiesta di istituire una nuova università al Ministero.
Il passo successivo fu l'insediamento dei corsi di laurea e di laboratori scientifici nella "Cittadella universitaria", un complesso di edifici di proprietà della Provincia in cui l'ateneo ha la sede principale, a valle di Enna; la Cittadella fu infatti affidata al CEU nel 1998. il 17 marzo 1999 fu inaugurata la nuova sede del corso di ingegneria ambientale, dipendente dall'Università di Catania.
Su impulso della Regione Siciliana, nasce nel 2001 la "Libera Università Kore di Enna" che ha individuato la città come sede del quarto polo universitario della Sicilia, nel cui territorio operavano da diversi anni i tre atenei di Catania, Messina e Palermo (legge regionale 3 maggio 2001, n. 6).
Nel 2003, il ministro dell'Istruzione varò le linee guida per il piano nazionale di sviluppo del sistema universitario per il triennio 2004-2006, nel cui ambito si consentiva l'istituzione di nuovi atenei, purché non statali (dette anche "università libere").

### La Fondazione Kore
Fu quindi costituito un soggetto di diritto privato, la Fondazione Kore, con socio unico fondatore costituito dal C.E.U., e a cui venne affidato il compito di proporre l'istituzione di tale ente con la denominazione di Libera università degli studi della Sicilia centrale "Kore" di Enna.
Il progetto della Fondazione Kore ricevette, nel luglio del 2004, il parere favorevole del comitato nazionale per la valutazione del sistema universitario (CNVSU) e pertanto il ministro dell'istruzione Letizia Moratti poté inserire l'ateneo tra le università di nuova istituzione con il D.M. 284 del 15 settembre 2004.

### Il processo di autonomia
La Libera Università Kore di Enna ha avviato le proprie autonome attività nell'anno accademico 2005/2006.
Lo statuto, approvato dal Ministro con il DM istitutivo, attribuisce la rappresentanza legale al presidente Cataldo Salerno, ideatore del progetto, e il coordinamento accademico al rettore, ambedue indicati dalla Fondazione Kore.
Nei primi anni accademici, insieme con i corsi di laurea della Kore, continuarono a funzionare a Enna anche quelli delle università di Palermo e di Catania.
Dal 2010 l'Università Kore di Enna ha acquisito tutti gli iscritti dell'ex polo decentrato ed è quindi rimasta l'unica realtà universitaria nella città.
Nel mese di giugno 2010, il C.d.a. della Fondazione, su specifica richiesta del Consiglio dell’Università Kore, ha respinto l’ipotesi di statalizzazione della Libera Università Kore.
La completa autonomia è stata conseguita alla conclusione del 2015, dopo che la Fondazione Kore aveva autonomamente deliberato di non occuparsi più della nomina del presidente e della designazione del rettore dell'università, rientrando alle originarie funzioni di supporto per il diritto allo studio e la ricerca scientifica. 
Il 16 dicembre 2015 l'Università Kore di Enna si è dunque data un nuovo statuto, con l'approvazione del Ministro dell'Istruzione, in seguito emanato il 22 febbraio 2016 e pubblicato nella Gazzetta Ufficiale della Repubblica Italiana n. 53 del 4 marzo 2016.
Nel 2017 la Fondazione Kore è stata quindi dichiara estinta dalla Prefettura di Enna.

## Struttura

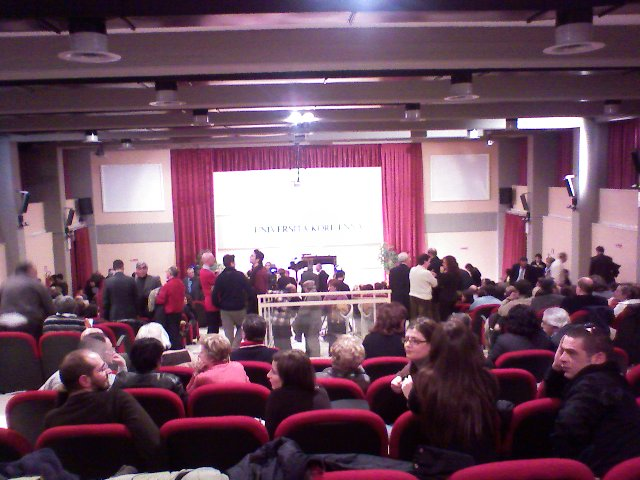
Auditorium del plesso di ingegneria dopo un concerto del violinista Uto Ughi

L'Università degli Studi di Enna "Kore" ha sede nella Cittadella universitaria di Enna Bassa.

### Organi
Sono organi centrali di indirizzo, di governo e di gestione dell'Università: 
- il Consiglio dei Garanti;
- il Consiglio di amministrazione;
- il Presidente;
- il Senato accademico;
- il Rettore;
- il Direttore generale.

### Dipartimenti
Vi operano i dipartimenti di:
- Ingegneria e architettura
- Scienze dell'uomo e della società
- Scienze economiche e giuridiche
- Studi classici, linguistici e della formazione
- Medicina e Chirurgia

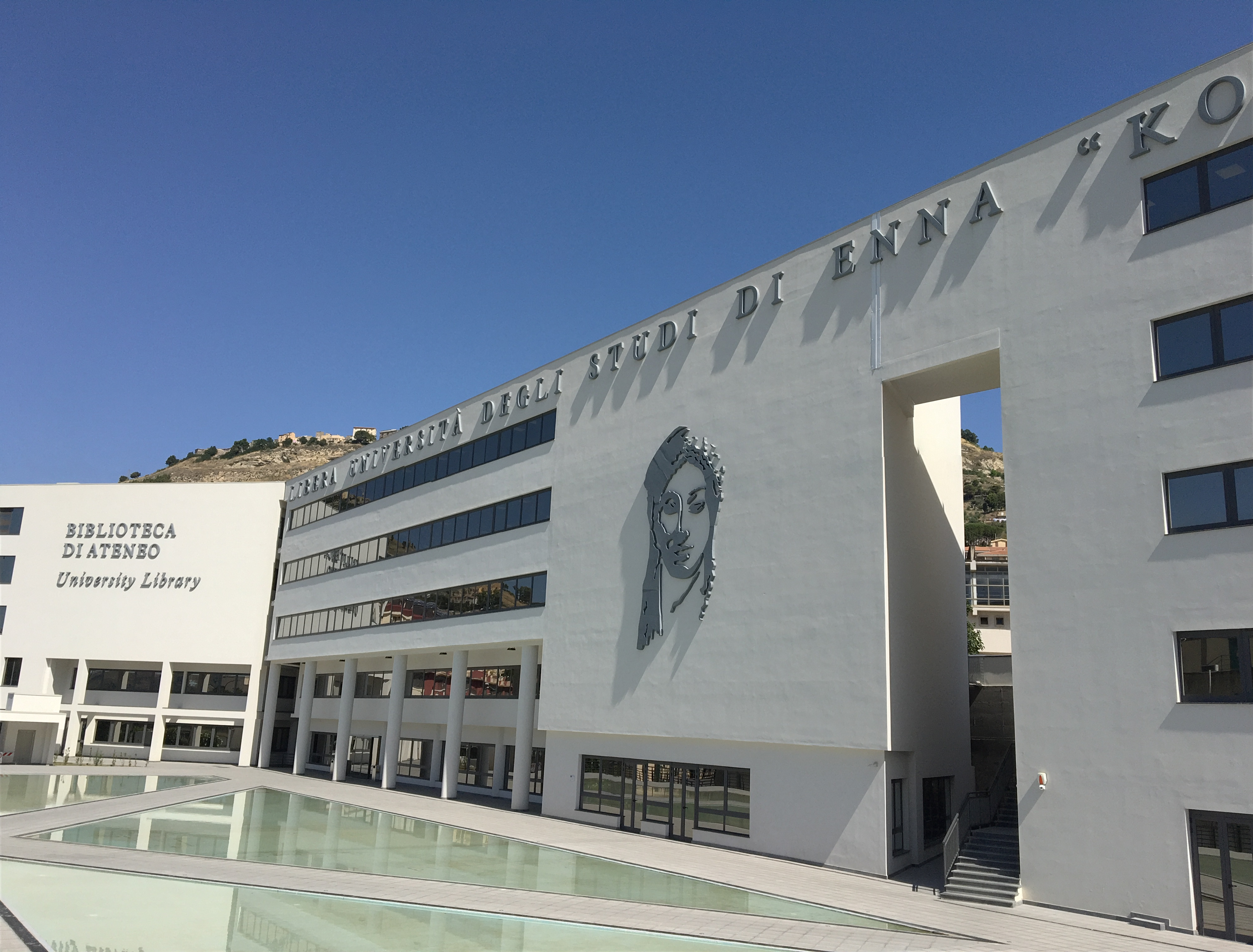
La biblioteca della Kore di Enna, simbolo dell'Università.

All'interno della stessa area, è presente la Biblioteca della Kore di Enna, una biblioteca di oltre 9.000 m² distribuiti su sette livelli, di cui due di parcheggi sotterranei.

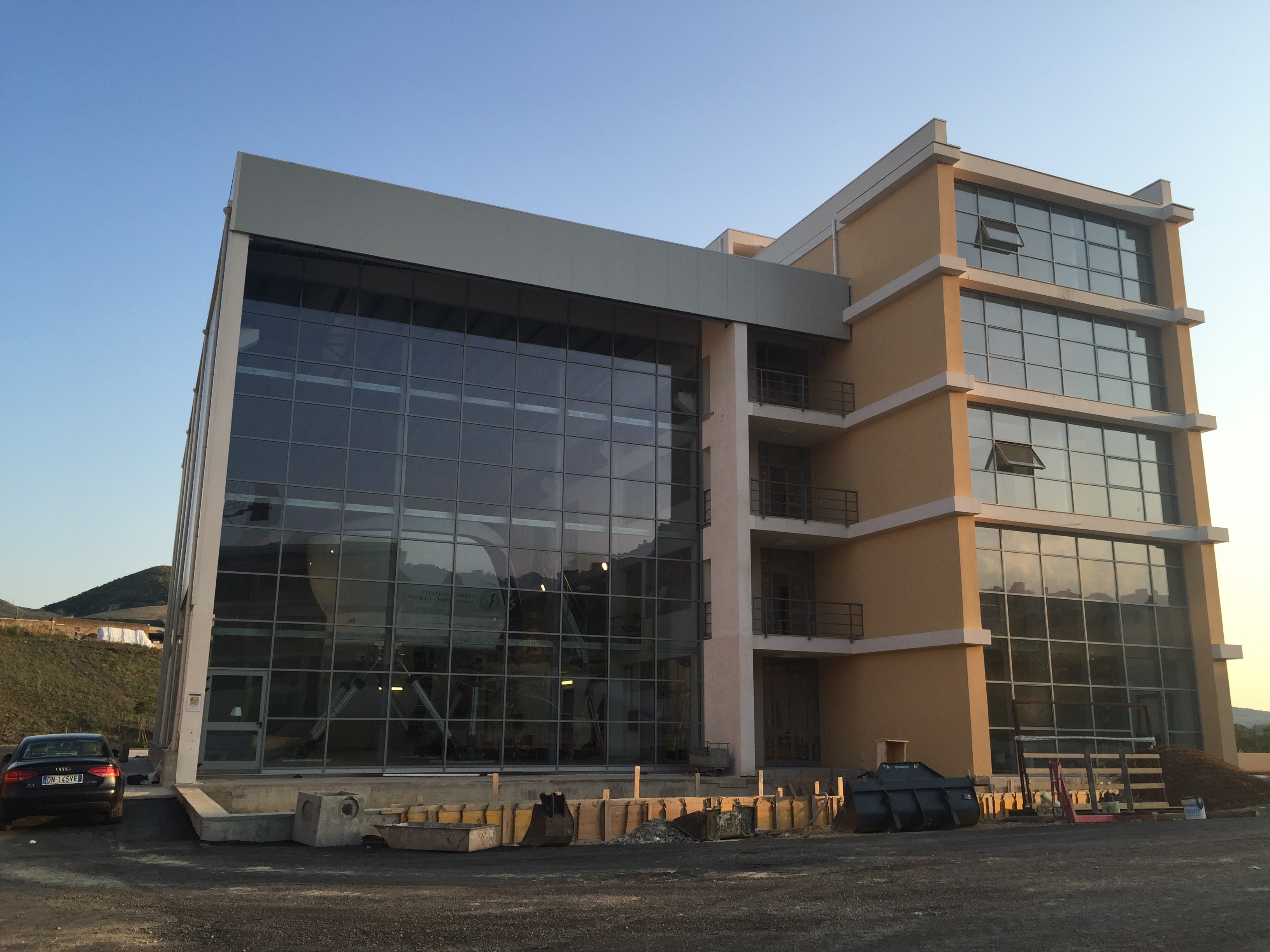
Il centro di ricerca di Ingegneria aerospaziale dell'UKE con il simulatore di volo full-motion

L'UKE ha realizzato con fondi propri e finanziamenti europei, un nuovo polo scientifico, a breve distanza dalla sede principale. Si tratta di un complesso di centri di ricerca che afferiscono alla facoltà di Medicina e Chirurgia e di Ingegneria, tra questi: il laboratorio di ingegneria sismica con il più grande simulatore di terremoti d'Europa dotato di tavole vibranti e quello di ingegneria aerospaziale, con l'unico simulatore di volo full-motion presente in una università europea.
L'aula magna delle facoltà di scienze dell'uomo e della società e di studi classici, linguistici e della formazione, sono state intitolate a Maria Montessori, Agostino Gemelli e Giovanni Pettinato; quest'ultimo primo presidente del comitato scientifico promotore dell'Università.